# Per Jacobsson i Vindeln
Per Jacobsson (i riksdagen kallad Jacobsson i Vindeln), född 6 januari 1900 i Degerfors i Västerbotten, död där 17 november 1988, var en svensk socialarbetare och politiker (folkpartist). 
Per Jacobsson, som kom från en bondefamilj, var i ungdomen skogsarbetare och därefter lantbrukare till 1948, varefter han arbetade som socialvårdsassistent i Degerfors kommun 1949-1954. Han var även ombudsman i Västerbotten för frisinnade landsföreningen 1932 och 1934 samt ordförande i folkpartiets valkretsförbund i Västerbottens län 1959-1967. I Degerfors kommun var han kommunalfullmäktiges ordförande 1940-1947, och han var vice ordförande i Västerbottens läns landsting 1954-1970.
Han var riksdagsledamot i första kammaren 1955-1970 för Västerbottens läns och Norrbottens läns valkrets. I riksdagen var han bland annat ledamot i statsutskottet 1960-1966 och 1969-1970. Han var särskilt engagerad i glesbygdsfrågor.